# تسویچفلد
تسویچفلد (به آلمانی: Zeuchfeld) یک منطقهٔ مسکونی در آلمان است که در فریبورگ (اون‌اشتروت) واقع شده‌است. تسویچفلد ۲۳۱ نفر جمعیت دارد.